# Cheiracanthium conflexum
Cheiracanthium conflexum es una especie de araña del género Cheiracanthium, familia Cheiracanthiidae, suborden Araneomorphae. Fue descrita científicamente por Simon en 1906.

## Distribución
Se distribuye por India.